# Paolo Girardi
Paolo Girardi fue un experto en minería, metales y fabricación de moneda procedente de Florencia (Italia) que trabajó en el reino de Navarra a mediados del siglo XIV.

## Relevancia
Es conocido por un doble informe presentado en 1340 al rey de Navarra, Felipe III de Evreux. En torno a 1340 el rey de Navarra -residente en sus territorios condales de Evreux (Francia)- emprendió nuevas iniciativas en materia de gobierno. Para ello nombró a tres "reformadores" que envió a Navarra dotados de amplios poderes. Estos funcionarios intentaron varias reformas, de entre las que destacan la puesta en marcha de nuevas explotaciones mineras de hierro y cobre, y las negociaciones con las Cortes del reino para la posible acuñación de moneda. En este contexto, el experto florentino Paolo Girardi fue atraído al reino con una asignación económica y perspectivas de negocio en la recientemente descubierta mina de plata de Urrobi. Girardi trabajó en Navarra hasta 1343, cuando al parecer abandonó el reino de Navarra fraudulentamente.
La fama de Paolo Girardi se debe al doble informe que redactó para los «reformadores» de Felipe III de Evreux, conservado hoy en el Archivo General de Navarra. El informe se divide en dos partes: la primera está relacionada con la explotación minera, y se trata de una serie de consejos dirigidos al rey de Navarra sobre posibles regímenes de explotación en las minas. La segunda parte -y la más famosa- es un informe sobre acuñación de moneda, donde el experto italiano propone tres distintas monedas para tres distintos "clases de gentes", a saber, nobleza, comerciantes y pueblo llano. Peter Spufford se hizo eco de este informe en su manual sobre moneda y crédito en la Europa Medieval.